# Ⳇ
Cette page contient des caractères spéciaux ou non latins. S’ils s’affichent mal (▯, ?, etc.), consultez la page d’aide Unicode.
Ⳇ (minuscule : ⳇ), appelé ech vieux-copte, est une lettre du vieux-copte (en) utilisée dans certains manuscrits.

## Utilisation
L’ech vieux-copte est emprunté à l’égyptien démotique et a notamment été utilisé dans le papyrus vieux-copte Carl Schmidt pour représenter š, une consonne fricative palato-alvéolaire sourde [ʃ].

## Représentations informatiques
L’ech vieux copte  est représenté, depuis la publication d’Unicode 4.1 en mars 2005, l’aide des caractères Unicode (Copte) suivants :
| lettres   | représentations | chaînes de caractères | points de code | descriptions                     | note               |
| --------- | --------------- | --------------------- | -------------- | -------------------------------- | ------------------ |
| majuscule | Ⳇ               | Ⳇ                     | U+2CC6         | lettre majuscule vieux copte ech | depuis Unicode 4.1 |
| minuscule | ⳇ               | ⳇ                     | U+2CC7         | lettre minuscule vieux copte ech | depuis Unicode 4.1 |